# Agathaumas
Agathaumas är ett släkte dinosaurier tillhörande familjen ceratopsider. Dinosaurien levde i Wyoming under yngre krita för cirka 66 miljoner år sedan. Namnet kommer från grekiska αγαν - "mycket" och θαυμα - "konstig". Den uppskattas ha varit 9 meter (30 fot) lång och vägde 6 ton, och ses som det största landdjur känt vid tidpunkten för dess upptäckt.
Arten Agathaumas sylvestris ingår i släktet.